# فهد الشمري (لاعب كرة قدم مواليد 1989)
فهد غازي الشمري مواليد 22 أغسطس 1989 في ، السعودية، هو لاعب كرة قدم سعودي يلعب في الدفاع.

## مسيرة اللاعب
لعب في نادي الطائي ونادي الثقبة ونادي الجبيل.